# ارنست فون گلاسرزفلد

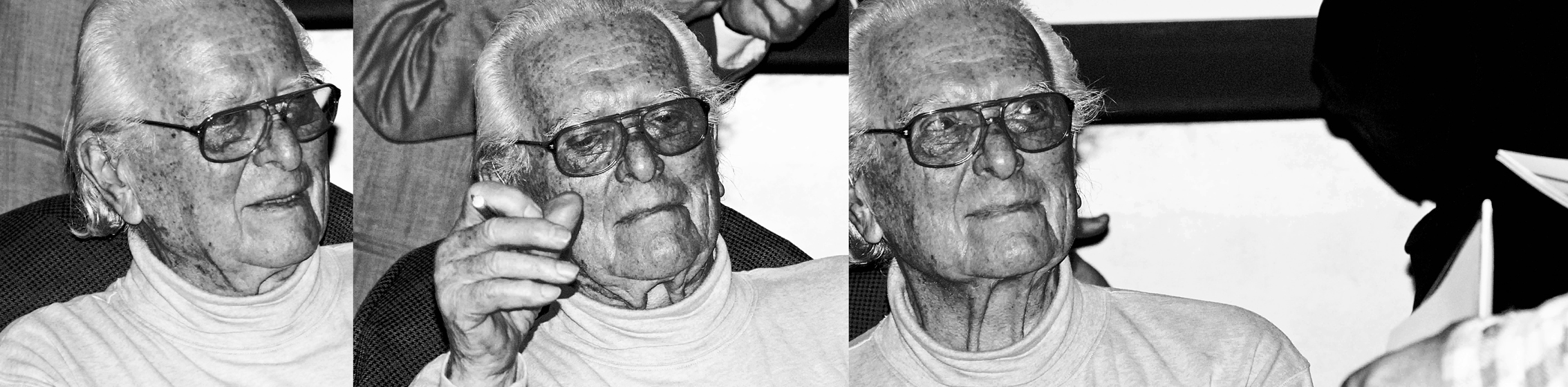
ارنست فون گلاسرزفلد، ۲۰۰۸

ارنست فون گلاسرزفلد (Ernst von Glasersfeld) (زاده ۸ مارس ۱۹۱۷ در مونیخ آلمان – درگذشته ۱۲ نوامبر ۲۰۱۰ در لورت، شهرستان فرانکلین، ماساچوست) فیلسوفی صاحب‌نام و از جملهٔ معرفان و طرفداران اصلی فلسفه و شناخت‌شناسی ساخت‌گرایی بود.